# Сагателян, Иван Яковлевич
Иван Яковлевич Сагателян (арм. Սաղաթելյան Իվան (Հովհաննես) Հակոբի; 1871—1936) — присяжный поверенный, депутат Государственной думы II созыва от Эриванской губернии и III созыва от Бакинской, Елисаветпольской и Эриванской губерний.

## Биография
По национальности армянин. Из семьи священника. окончил юридический факультет Московского университета со степенью кандидата прав. Служил судебным следователем в Сурмалинском уезде Эриванской губернии. Был присяжным поверенным. Состоял ректором армянской духовной семинарии в Эчмиадзине, отстранен за «неугодное направление». Член партии «Дашнакцутюн». Владел мельницей c ежегодным доходом в 3 тысячи рублей. Холост.
6 февраля 1907 избран во Государственную думу II созыва от немусульманского населения Эриванской губернии. Входил в группу Социалистов-революционеров. Член комиссии для разработки думского Наказа, комиссии о местном суде, аграрной комиссии. Участвовал в обсуждении в прениях об избрании Продовольственной комиссии, об ассигновании 17,5 миллионов рублей на продовольственную помощь населению, по аграрному вопросу.

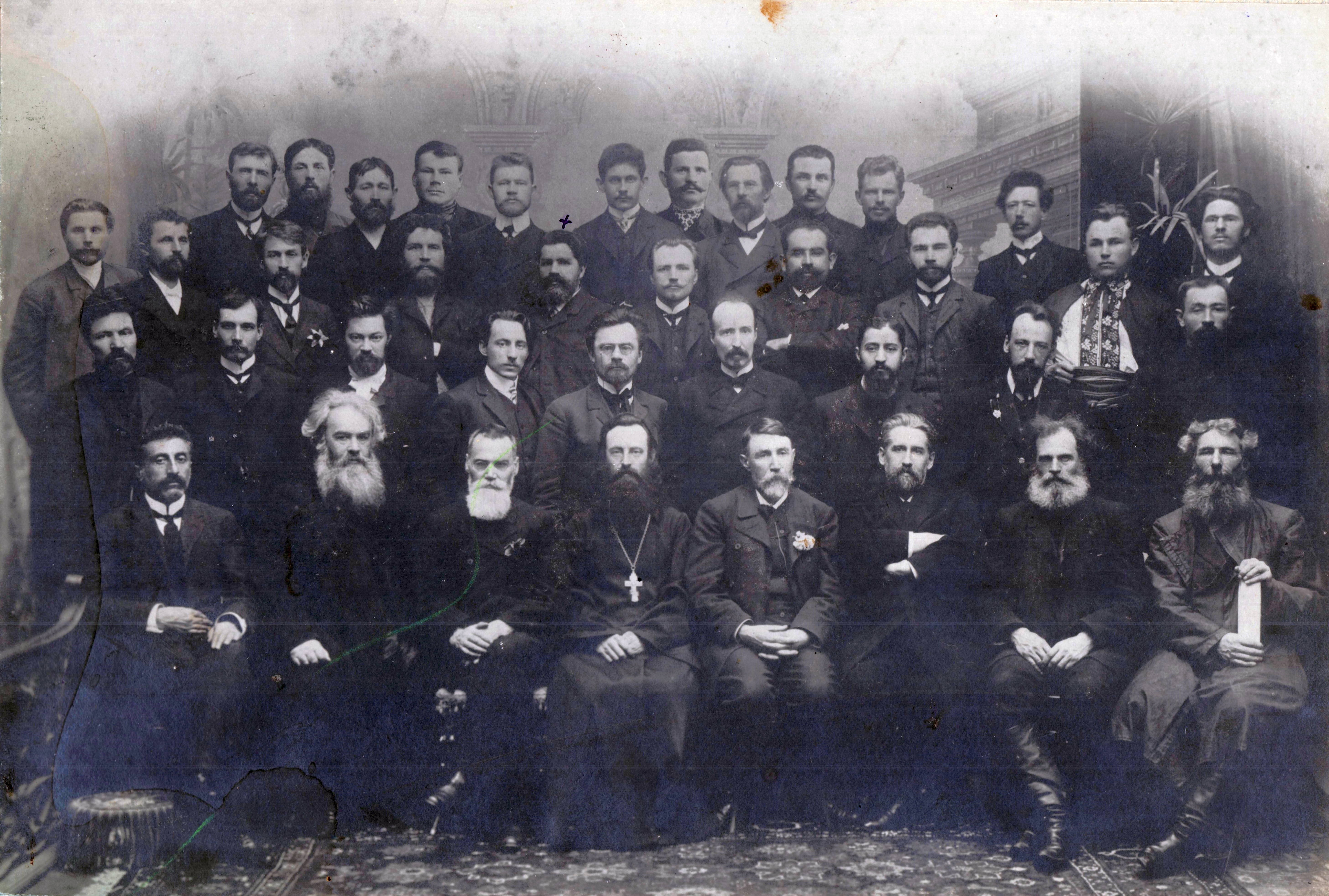
И. Я. Сагателян (первый слева, 1-й ряд) в группе членов II Государственной Думы (1907)

14 октября 1907 избран в Государственную думу III созыва от общего состава выборщиков трёх закавказских губерний. Входил в Трудовую группу. Член земельной и продовольственной комиссий, комиссии по народному образованию, комиссии об уставе и штатах императорских российских университетов, комиссии по переселенческому делу, комиссии по хлопководству. Поставил свою подпись под законопроектами «О введении земства в Сибири», «Об учреждении окружного суда в Ростове-на-Дону», «Правила приема для поступления в высшие учебные заведения», «Об изменении городского избирательного закона», «Об отмене смертной казни».
В начале 1917 года Сагателян послал приветствие в Государственную думу в связи с победой Февральской революции. Весной 1917 года уехал из Петрограда на Кавказский фронт. Благодаря дружбе с генералом Андраником Озаняном, ему удалось доставить Армянской армии в Сардарапате военное снаряжение и амуницию. В 1918-1919 гг. Сагателян был послом Армении при правительстве ВСЮР в Екатеринодаре. Позднее Сагателян эмигрировал на Запад, жил в Вене.
Вернулся в Армению в 1921 году по приглашению советского правительства и стал работать в Наркомате земледелия Армянской ССР. Занимался краеведческой и природоохранной деятельностью, в частности, именно он организовал норкские и другие лесопосадки в Ереване и окрестностях. В 1923 году в Вене на армянском языке выпустил книгу «Разорение природы в Закавказье, особенно в Армении. Обозрение по случаю вырубки лесов».
В 1930 году встречался с О. Э. Мандельштамом на озере Севан. Поэт написал в «Путешествии в Армению»: «На Севане подобралась, на мое счастье, целая галерея умных и породистых стариков — почтенный краевед Иван Яковлевич Сагателян…». На Севане Сагателян был вместе с восьмилетней внучатной племянницей Офелией, которая через много лет оставила воспоминания о встрече с русским поэтом и его женой.
Умер в 1936 году.

## Комментарии
1. ↑  По соглашению между ПСР и Дашнакцутюном.[3]